# Johan Zetterquist
Lars Johan Zetterquist, född 13 april 1968 i Arvika, är en svensk målare och skulptör. Han verkar i Göteborg och är utbildad vid Hovedskous målarskola 1988–1989 och vid Konsthögskolan Valand vid Göteborgs universitet 1989–1994.
Zetterquist skapar bland annat projekt till offentliga konstverk, ofta i form av gigantiska monument. Visionerna är både utopiska och dystopiska men innehåller också ironi och humor. Förslagen gestaltas med stor konkretion och precision i en mångfald av tekniker, inte minst som skulpturer och installationer. Han verkar i skarven mellan design och installation.
Han debuterade 1994 på Galleri Rotor i Göteborg. Sedan dess har Zetterquist haft utställningar såväl i Sverige som internationellt, bland annat på Yerba Buena Center for the Arts i San Francisco, Hamburger Bahnhof, Berlin, Witte de With i Rotterdam, Galerie Rudiger Schöttle i München, Julia Freidman Gallery i Chicago, Suite 106 i New York. Tillsammans med Staffan Boije af Gennäs var han kurator för Nordic Darkness på Kristinehamns konstmuseum 2011. Sommaren 2015 visar Göteborgs Konsthall en separatutställning med Zetterquist med titeln "Kill the Poor Eat the Rich"
Zetterquist är representerad av Galleri Andréhn-Schiptjenko.
Han är son till konstnären Jörgen Zetterquist.
2017 Gavs Johan Zetterquists första skiva ut på skivbolaget Ideal Recordings. Titeln på skivan är Study for a Monument.